# Anticult
Anticult è il settimo album in studio del gruppo death metal polacco Decapitated, pubblicato nel 2017.

## Tracce
1. Impulse – 6:02
2. Deathvaluation – 4:24
3. Kill the Cult – 4:40
4. One-Eyed Nation – 5:00
5. Anger Line – 3:45
6. Earth Scar – 5:10
7. Never – 6:05
8. Amen – 2:50

## Formazione
- Rafał "Rasta" Piotrowski – voce
- Wacław "Vogg" Kiełtyka – chitarra, basso, piano
- Hubert Więcek – basso
- Michał Łysejko – batteria